# Kläppen en Ragvaldsträsk (deel van)
Kläppen en Ragvaldsträsk (deel van) (Zweeds: Kläppen och Ragvaldsträsk (del av)) is een småort in de gemeente Skellefteå in het landschap Västerbotten en de provincie Västerbottens län in Zweden. Het småort heeft 73 inwoners (2005) en een oppervlakte van 30 hectare. Het småort bestaat uit de plaats Kläppen en een deel van de plaats Ragvaldsträsk. Het småort ligt gedeeltelijk aan het meer Ragvaldsträsket.